# Infertilidade

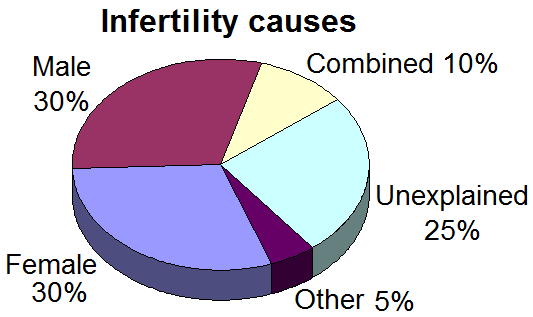
Gráfico de setores mostrando as causas de infertilidade no Reino Unido em 2009ː 30 por cento de infertilidade masculina, 30 por cento de infertilidade feminina, 10 por cento de infertilidade masculina e feminina, 25 por cento de causas inexplicadas e 5 por cento de outras causas

A infertilidade (do termo latino infertilitate), esterilidade ou infecundidade é a qualidade do que não é fértil. No âmbito da medicina reprodutiva, é o resultado de uma falência orgânica devido à disfunção dos órgãos reprodutores, dos gâmetas ou do concepto. Um casal é infértil quando não alcança a gravidez desejada ao fim de dois anos de vida sexual contínua sem métodos contraceptivos. A infertilidade pode ser feminina, masculina, feminina e masculina, ou ainda sem causa aparente. 

## Epidemiologia
A infertilidade tem aumentado nos países industrializados devido:
1. ao adiamento da idade de concepção;
2. à existência de múltiplos parceiros sexuais;
3. aos hábitos sedentários e de consumo excessivo de gorduras, tabaco, álcool e drogas, bem como aos químicos utilizados nos produtos alimentares e aos libertados na atmosfera.

Causas comuns de infertilidadeː
- problemas congênitos (de nascença)ː o corpo da pessoa já nasce assim;
- fraqueza ou desnutrição. Em algumas mulheres, anemia grave, má alimentação ou falta de iodo, pode diminuir a chance de engravidar;
- infecção crônica, principalmente infecção pélvica causada por gonorreia ou clamídia, é uma causa comum de infertilidade.

## Infertilidade Masculina
A percentagem de casos de infertilidade feminina e masculina é igual: 40%. Registam-se, depois, 10% de casos de infertilidade de ambos os elementos do casal e 10% de casos de infertilidade inexplicada.
Factores genéticos e hereditários ou consequência dos hábitos e estilo de vida, acidentes ou doenças são as principais causas associadas à infertilidade masculina. Alterações no âmbito testicular, a obstrução de dutos, patologias da próstata, alterações na ejaculação ou na ereção e alterações no esperma estão entre as causas mais comuns:
- Diminuição do número de espermatozoides (Oligospermia);
- Pouca mobilidade dos espermatozoides;
- Espermatozoides anormais;
- Dificuldades na relação sexual;
- Varicocele;
- Criptoquirdia.

## Infertilidade Feminina
Podemos classificar as causas da infertilidade feminina em:
- Disfunção ovulatória.

Dentre as alterações que causam disfunção ovulatória, destaca-se a síndrome do ovário policístico. É um conjunto de problemas causados por um desequilíbrio dos hormônios sexuais femininos. Isso dificulta a liberação dos óvulos maduros pelos ovários. Cistos são vistos no córtex dos ovários.
- Endometriose. Presença de tecido endometrial em locais que não sejam fisiologicamente. Isso é porque as células endometriais têm muita capacidade de regeneração.
- Fatores anatômicos:

1. Hydrosalpinx. É uma alteração das trompas de falópio, na qual existe uma obstrução e acúmulo de líquido no final. O tubo dilata-se e distende-se, o que complica e impede seu funcionamento adequado. Pode ser causada por infecção, endometriose, peritonite, cirurgia abdominal prévia...;
2. Fator uterino. Existem fatores morfológicos de infertilidade, como malformações uterinas. Eles provêm de um desenvolvimento anormal dos ductos mullerianos durante o desenvolvimento embrionário. Não é um problema muito comum. Também pode haver miomas, que são tumores que crescem no útero e são normalmente benignos. Existem três fatores que influenciam o prognóstico dos miomas em relação à fertilidade. São eles: a situação (mais distante do endométrio, afeta menos a fertilidade), tamanho, número.

## Tratamento
Com a evolução da medicina, estão disponíveis, atualmente, diversos tratamentos para a infertilidade conforme a sua causa. Entre eles, podem-se citar a fertilização in vitro (FIV), inseminação intrauterina e a indução da ovulação. O planejamento familiar é fundamental nesse momento, pois, além de auxiliar o casal a alcançar seu objetivo, o profissional de saúde oferecerá apoio e orientações. 